# Меч Тиберия

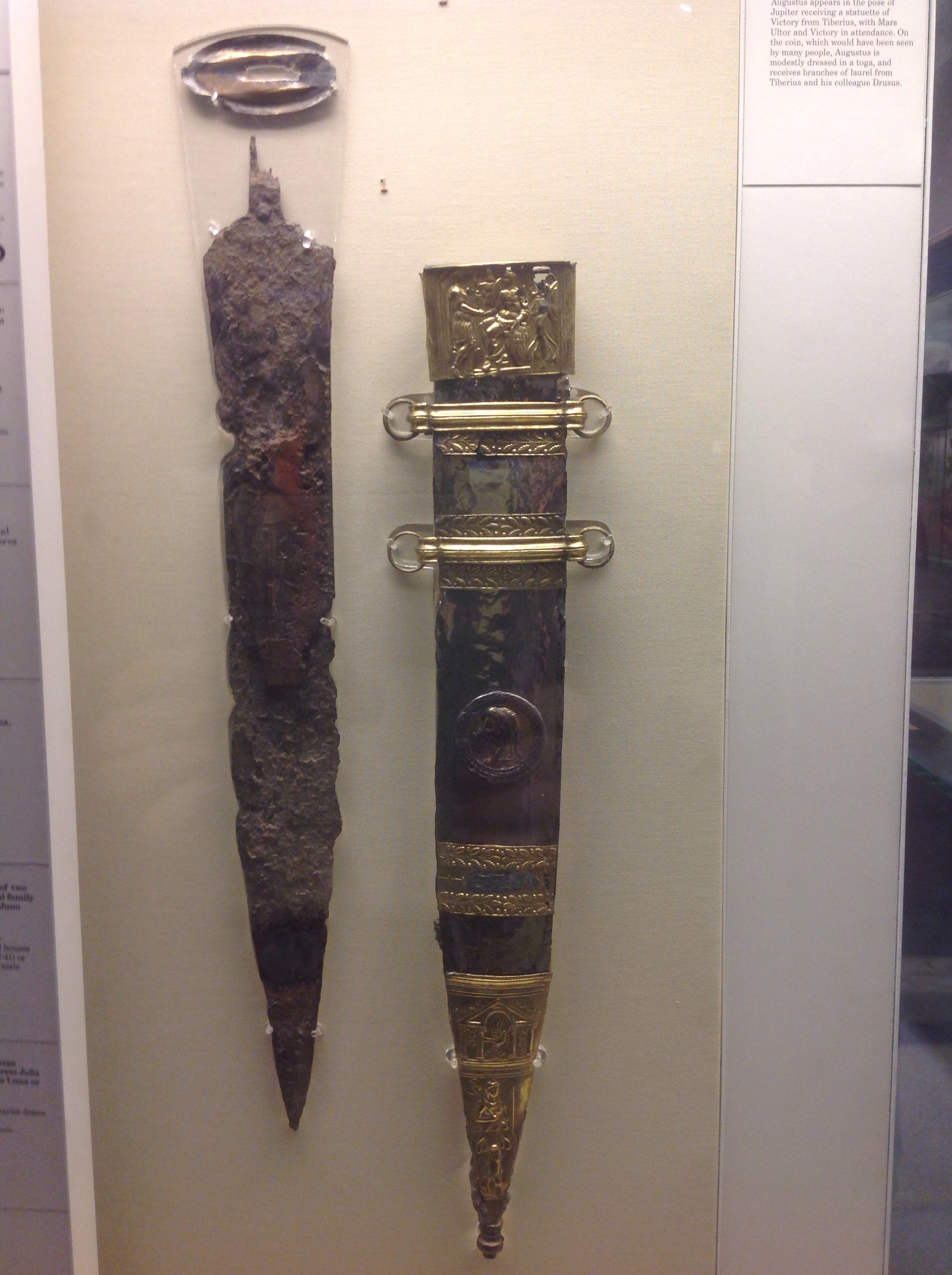
«Меч Тиберия» в экспозиции Британского музея

Меч Тиберия, или Гладиус из Майнца (лат. Tiberius Gladius, англ. Mainz Gladius) — хорошо сохранившийся древнеримский меч с ножнами, который был найден в 1848 году в гавани Рейна близ Майнца (Германия). В 1866 году частным дарителем был передан в коллекцию Британского музея.

## Описание меча
Клинок, по форме и размерам являющийся типичным гладиусом, сделан из железа, в настоящее время сильно проржавел. Рукоять не сохранилась. Ножны исполнены из лужёной и позолоченной бронзы. Длина меча составляет 57,5 сантиметров (клинок без рукоятки), максимальная ширина — 8 сантиметров. При наличии оформления ножен чеканкой по золоту речь о какой-либо исключительности этого меча, его парадном или церемониальном использовании не идёт. Специалисты многих стран относят его к повседневному боевому оружию.
Железный клинок гладиуса был очень хорошо сохранен, когда он был обнаружен, и имел размеры 53 см в длину и 7 см в ширину. Ширина меча — 1 см в самом толстом месте. Из бронзовых ножен для меча в хорошем состоянии сохранилась только латунная фурнитура, некоторые из которых покрыты оловом и позолотой. Сохранился лишь небольшой фрагмент ручки гладиуса. По форме и размерам гладиус можно отнести к так называемому «майнцскому типу». Это более старая форма гладиуса, характерная для первой половины первого века и названная в честь многочисленных аналогичных находок того времени в Майнце.
Ножны меча состоят из двух гнутых металлических листов, которые скрепляются зажимами. По обеим сторонам ножен кольца. На этих кольцах Ножны вместе с мечом прикрепляли к солдатским поясам.
Образное убранство ножен меча разделено на три части: заглушку ножен (верхняя часть), башмак ножен (нижняя область) и средняя часть ножен меча.
На мундштуке ножен находится первая фигуративная сцена с надписями. Германик, главнокомандующий армией в Германии, стоит в генеральской форме перед сидящим императором Тиберием в обрамлении стоящих божеств Марса Ультора и Виктории. Марс стоит на заднем плане сцены, Виктория по диагонали позади сидящего императора. Она упоминается как Вик (тория) / Авг (уста) на щите, который она держит. Тиберий сидит полуобнаженным в позе Юпитера на складном стуле. В левой руке Тиберий держит овальный щит с надписью Felicitas Tiberi . Германик, профиль которого разработан типичным образом и позволяет идентифицировать личность, стоит перед императором. Обеими руками он протягивает императору небольшую статую Виктории в знак своего триумфа, которую, кажется, император принимает одной рукой.
В верхней трети ножен меча в качестве декоративного элемента следуют двойные рельефные полосы с тонко обработанными дубовыми венками, которые можно интерпретировать как Coronae civica. Четыре петли для крепления ремня с мечом, которые сохранились в оригинале, все еще находятся в исходном положении. Посередине ножен и, следовательно, в центре находится медальон с портретом бога Августа. Левосторонний портрет Августа окружен лавровым венком.
Нижняя треть ножен меча снова начинается двумя рельефными лентами с орнаментом из дубовых венков. Далее следуют две фигуративные сцены. Верхняя сцена показывает фасад лагерной святыни (sacellum), который поддерживается четырьмя колоннами. Покатая крыша украшена орнаментом в форме лиры с обеих сторон . В центре святилища изображен орел легионa, окруженный двумя стандартными символами с обеих сторон. В последней сцене изображена женская фигура, похожая на амазонку, которую можно рассматривать как олицетворение. Босоногая женщина в халате держит на плече двойной топор правой рукой и в левой руке держит копье. Оболочка заканчивается чуть ниже двойной сферической точкой.

## Интерпретация иллюстраций
По мнению британских учёных украшения на ножнах иллюстрируют передачу символа военной победы от консула Тиберия императору Октавиану Августу после успешной военной кампании. 

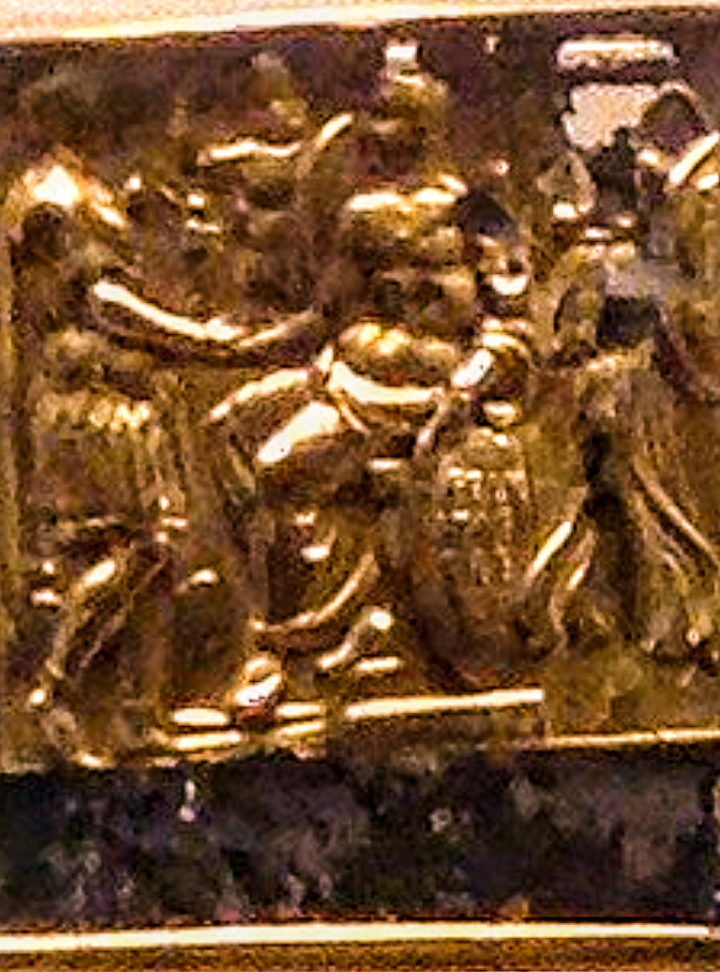

Полуобнажённый Октавиан Август сидит в позе Юпитера в окружении богини победы Виктории и Марса, в то время как Тиберий, облачённый в доспехи, представляет ему статуэтку Виктории. На щите, который удерживает левой рукой Октавиан надпись «Felicitas Tiberi» (≈ Успех Тиберия), на щите в руках богини Виктории — «Vic[toria] Aug[usti]» (Победа Августа). Если мнение британцев верно, то отображённый сюжет может датироваться 11-7 годами до н. э., когда Тиберий одержал несколько побед на юге современной Германии и присоединил к империи Паннонию. До 12 года заметных военных успехов он не имел, а в 6 году удалился в добровольную ссылку на остров Родос.

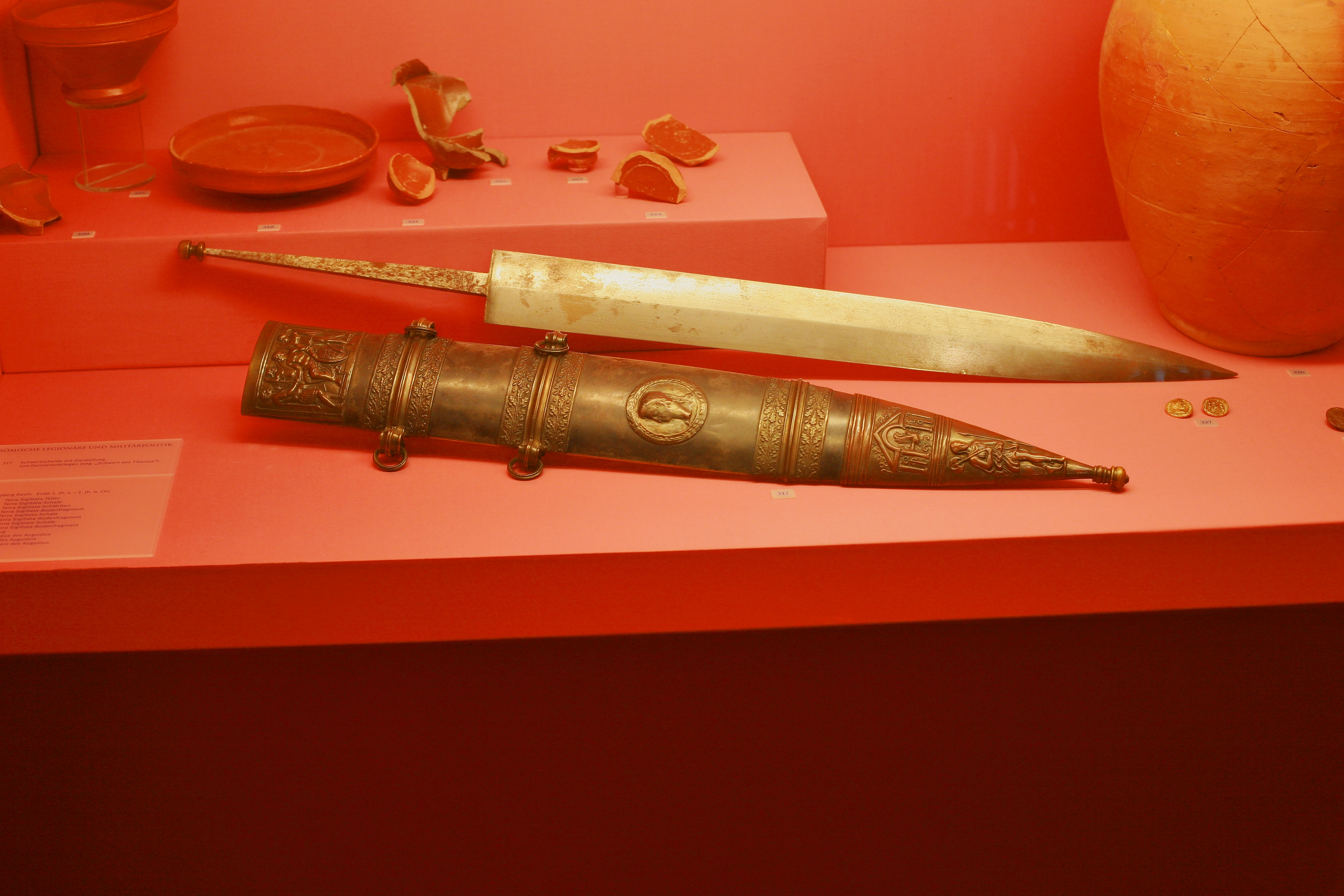
Современная копия меча Тиберия, демонстрируемая в музее Майнца.

Иную версию выдвигают немецкие исследователи. По их мнению стоящий в доспехах воин — Германик, а напротив него сидит полуобнажённый Тиберий, что подтверждает щит с его именем, на который он опирает левую руку. Надпись же на щите богини Виктории относится не к Августу, как имени собственному, а к существовавшему в этот период титулу Август. Если верна эта версия, то сюжет должен быть отнесён к 14-17 годам н. э., когда консул Германик воевал в Верхней Германии. Однако именно такая точка зрения даёт немецким учёным сделать вывод об использовании подобного сюжета в качестве своеобразной государственной пропаганды, преувеличивающей реальные достижения латинян в этот период. Битва в Тевтобургском Лесу в 9 году н. э. завершилась полным разгромом римских легионов. Германик, посланный 6 лет спустя вернуть земли западнее Рейна в состав империи, никаких серьёзных военных успехов не добился. При этом подобные мечи находились в массовом производстве, а сюжет об ожидаемых победах был востребован для повышения духа римской армии. Это оружие, достаточно дорогое в оформлении, выдавалась средним воинским начальникам уровня центуриона, но стоимость его вычиталась из их жалования.

## История обретения артефакта
Клинок и ножны были найдены в августе 1848 (по другим данным 1845) года в ходе землеройных работ при строительстве железнодорожной линии к гавани Рейна. За изображение на ножнах, отчётливо указывающее на исторических персонажей, был назван «мечом Тиберия». Артефакт хотел выкупить местный исторический музей, но не смог заплатить запрошенные 12 000 гульденов. Его приобрёл частный коллекционер Феликс Слейд, а в 1866 году передал в безвозмездный дар Британскому музею. Точная реконструкция гладиуса из Майнца хранится сегодня также в Центральном романо-германском музее в Майнце.